# Tim Tramnitz

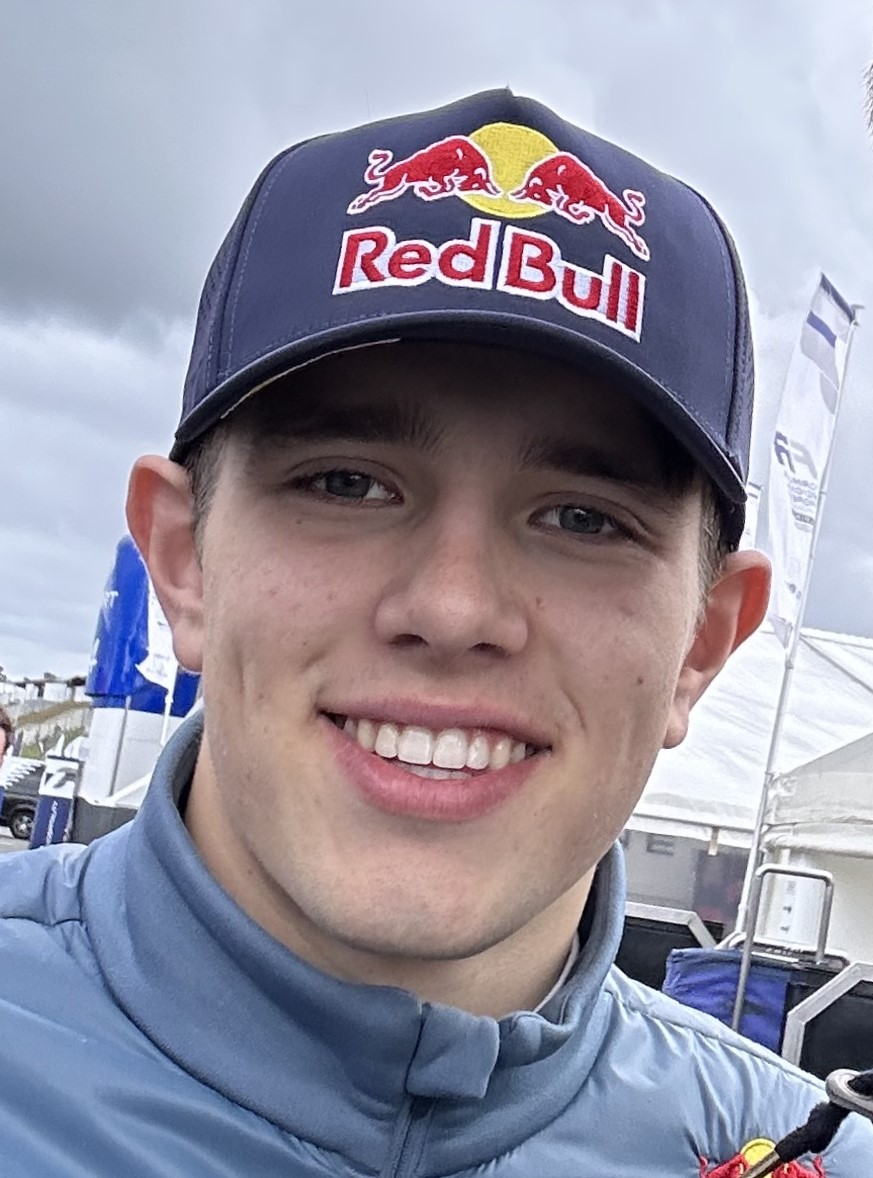
Tim Tramnitz (2023)

Tim Tramnitz (* 16. November 2004 in Hamburg) ist ein deutscher Rennfahrer, der seit 2024 in der FIA-Formel-3-Meisterschaft startet. Seit Oktober 2023 ist er Mitglied des Nachwuchsteams von Red Bull Racing.

## Karriere

### Kartsport
Mit sechs Jahren (2011) fing Tramnitz bereits mit dem Slalom-Kart an. Die ersten Rundkurse fuhr Tramnitz mit acht Jahren und im Jahr darauf fuhr er bereits die ersten Rennen. Nach Siegen in regionalen Kategorien wechselte er in nationale Kartserien. 2017 siegte er in der ADAC Kart Academy und wurde Mitglied in der ADAC Stiftung Sport. 2018 beendete er die Saison der deutschen Kart Meisterschaft auf den 9. Platz in der Gesamtwertung.

### Formel 4
Es folgten zahlreiche Siege und Podestplatzierungen im Kart-Sport, bevor Tramnitz im Jahr 2019 erste Tests in der Formel 4 absolvierte. 2020 gab Tramnitz dann sein Debüt im Formelsport. Er startete mit US Racing in der deutschen Formel-4-Meisterschaft 2020, welche er mit einem Rennsieg sowie fünf weiteren Podestplätzen auf dem vierten Rang in der Gesamtwertung abschloss. Überdies startete er im letzten Rennwochenende der italienischen Formel-4-Meisterschaft 2020.
Im folgenden Jahr fuhr Tramnitz weiterhin für das Team US Racing, wobei er in diesem Jahr in der deutschen Formel-4-Meisterschaft 2021 und der italienischen Formel-4-Meisterschaft 2021 startete. In der deutschen Meisterschaft erreichte er neun Podestplätze und dabei fünf Siege, womit er den zweiten Rang im Klassement belegte. In der italienischen Meisterschaft erzielte er neun Podestplätze mit vier Siegen, wobei er allerdings an zwei Rennwochenenden nicht teilnahm. Er belegte am Ende der Saison ebenfalls den zweiten Rang in der Gesamtwertung.

### Formula Regional European Championship
2022 wechselte Tramnitz mit dem Team Trident in die Formula Regional European Championship. Mit 36 Punkten belegte er am Ende der Saison den 15. Platz in der Gesamtwertung. 2023 wechselte er innerhalb der Meisterschaft zu R-ace GP. Am Wochenende in Spa-Francorchamps verlor er bei nassen Bedingungen die Kontrolle über sein Fahrzeug, was einen Massenunfall auslöste. Bei diesem verstarb der Rennfahrer Dilano van 't Hoff. Die Saison beendete Tramnitz mit drei Siegen und insgesamt 10 Podestplätzen auf dem 3. Rang in der Fahrerwertung.

### Formel 3
2024 wechselte Tramnitz mit MP Motorsport in die FIA-Formel-3-Meisterschaft. Beim Saisonauftakt in Bahrain erreichte er im Hauptrennen als Dritter das Podium. Beim Saisonfinale in Monza gewann er das Sprintrennen. Tramnitz belegte mit 81 Punkten den neunten Platz in der Gesamtwertung. 2025 startet er erneut für MP Motorsport in der Formel 3.

## Statistik

### Karrierestationen
- 2020: Deutsche Formel-4-Meisterschaft (Platz 4)
- 2021: Italienische Formel-4-Meisterschaft (Platz 2)
- 2021: Deutsche Formel-4-Meisterschaft (Platz 2)
- 2022: Formula Regional European Championship (Platz 15)
- 2023: Formula Regional European Championship (Platz 3)
- 2023: Euroformula Open (Platz 12)
- 2024: Formel 3 (Platz 9)
- 2025: Formel 3 (Platz 2)

### Einzelergebnisse in der Deutschen Formel-4-Meisterschaft
| Jahr | 1   | 1   | 1     | 2   | 2   | 2   | 3   | 3   | 3   | 4   | 4   | 4   | 5   | 5   | 5   | 6   | 6   | 6   | 7   | 7   | 7   | Punkte | Rang |
| ---- | --- | --- | ----- | --- | --- | --- | --- | --- | --- | --- | --- | --- | --- | --- | --- | --- | --- | --- | --- | --- | --- | ------ | ---- |
| 2020 | LAU | LAU | LAU   | NÜ1 | NÜ1 | NÜ1 | HOC | HOC | HOC | NÜ2 | NÜ2 | NÜ2 | RBR | RBR | RBR | LA2 | LA2 | LA2 | OSC | OSC | OSC | 226    | 4.   |
| 2020 | 5   | 3   | 5     | 7   | 5   | 6   | 6   | 2   | 7   | 4   | 5   | 2   | 5   | 11  | 5   | (9) | 2   | 2   | 5   | 8   | 1   | 226    | 4.   |
| 2021 | RBR | RBR | RBR   | ZAN | ZAN | ZAN | HO1 | HO1 | HO1 | SAC | SAC | SAC | HO2 | HO2 | HO2 | NÜR | NÜR | NÜR |     |     |     | 269    | 2.   |
| 2021 | 4   | 2   | (15*) | 3   | 6   | 3   | 4   | 1   | 4   | 1   | 1   | 4   | 2   | 1   | 5   | 1   | 4   | 11  |     |     |     | 269    | 2.   |

| Legende  | Legende            | Legende                                                          |
| Farbe    | Abkürzung          | Bedeutung                                                        |
| -------- | ------------------ | ---------------------------------------------------------------- |
| Gold     | –                  | Sieg                                                             |
| Silber   | –                  | 2. Platz                                                         |
| Bronze   | –                  | 3. Platz                                                         |
| Grün     | –                  | Platzierung in den Punkten                                       |
| Blau     | –                  | Klassifiziert außerhalb der Punkteränge                          |
| Violett  | DNF                | Rennen nicht beendet (did not finish)                            |
| Violett  | NC                 | nicht klassifiziert (not classified)                             |
| Rot      | DNQ                | nicht qualifiziert (did not qualify)                             |
| Rot      | DNPQ               | in Vorqualifikation gescheitert (did not pre-qualify)            |
| Schwarz  | DSQ                | disqualifiziert (disqualified)                                   |
| Weiß     | DNS                | nicht am Start (did not start)                                   |
| Weiß     | WD                 | zurückgezogen (withdrawn)                                        |
| Hellblau | PO                 | nur am Training teilgenommen (practiced only)                    |
| Hellblau | TD                 | Freitags-Testfahrer (test driver)                                |
| ohne     | DNP                | nicht am Training teilgenommen (did not practice)                |
| ohne     | INJ                | verletzt oder krank (injured)                                    |
| ohne     | EX                 | ausgeschlossen (excluded)                                        |
| ohne     | DNA                | nicht erschienen (did not arrive)                                |
| ohne     | C                  | Rennen abgesagt (cancelled)                                      |
| ohne     | keine WM-Teilnahme |                                                                  |
| sonstige | P/fett             | Pole-Position                                                    |
| sonstige | 1/2/3/4/5/6/7/8    | Punktplatzierung im Sprint-/Qualifikationsrennen                 |
| sonstige | SR/kursiv          | Schnellste Rennrunde                                             |
| sonstige | *                  | nicht im Ziel, aufgrund der zurückgelegten Distanz aber gewertet |
| sonstige | ()                 | Streichresultate                                                 |
| sonstige | unterstrichen      | Führender in der Gesamtwertung                                   |

### Einzelergebnisse in der Italienischen Formel-4-Meisterschaft
| Jahr | 1   | 1   | 1   | 2    | 2    | 2    | 3   | 3   | 3   | 4   | 4   | 4   | 5   | 5   | 5   | 6    | 6    | 6    | 7   | 7   | 7   | Punkte | Rang |
| ---- | --- | --- | --- | ---- | ---- | ---- | --- | --- | --- | --- | --- | --- | --- | --- | --- | ---- | ---- | ---- | --- | --- | --- | ------ | ---- |
| 2020 | MIS | MIS | MIS | IMO1 | IMO1 | IMO1 | RBR | RBR | RBR | MUG | MUG | MUG | MNZ | MNZ | MNZ | IMO2 | IMO2 | IMO2 | VLL | VLL | VLL | 4      | 24.  |
| 2020 |     |     |     |      |      |      |     |     |     |     |     |     |     |     |     |      |      |      | 12  | C   | 8   | 4      | 24.  |
| 2021 | LEC | LEC | LEC | MIS  | MIS  | MIS  | VLL | VLL | VLL | IMO | IMO | IMO | RBR | RBR | RBR | MUG  | MUG  | MUG  | MNZ | MNZ | MNZ | 232    | 2.   |
| 2021 | 2   | 1   | 1   |      |      |      | 3   | 2   | 3   |     |     |     | 2   | 1   | 1   | 7    | 5    | 9    | 4   | 6   | 5   | 232    | 2.   |

| Legende  | Legende            | Legende                                                          |
| Farbe    | Abkürzung          | Bedeutung                                                        |
| -------- | ------------------ | ---------------------------------------------------------------- |
| Gold     | –                  | Sieg                                                             |
| Silber   | –                  | 2. Platz                                                         |
| Bronze   | –                  | 3. Platz                                                         |
| Grün     | –                  | Platzierung in den Punkten                                       |
| Blau     | –                  | Klassifiziert außerhalb der Punkteränge                          |
| Violett  | DNF                | Rennen nicht beendet (did not finish)                            |
| Violett  | NC                 | nicht klassifiziert (not classified)                             |
| Rot      | DNQ                | nicht qualifiziert (did not qualify)                             |
| Rot      | DNPQ               | in Vorqualifikation gescheitert (did not pre-qualify)            |
| Schwarz  | DSQ                | disqualifiziert (disqualified)                                   |
| Weiß     | DNS                | nicht am Start (did not start)                                   |
| Weiß     | WD                 | zurückgezogen (withdrawn)                                        |
| Hellblau | PO                 | nur am Training teilgenommen (practiced only)                    |
| Hellblau | TD                 | Freitags-Testfahrer (test driver)                                |
| ohne     | DNP                | nicht am Training teilgenommen (did not practice)                |
| ohne     | INJ                | verletzt oder krank (injured)                                    |
| ohne     | EX                 | ausgeschlossen (excluded)                                        |
| ohne     | DNA                | nicht erschienen (did not arrive)                                |
| ohne     | C                  | Rennen abgesagt (cancelled)                                      |
| ohne     | keine WM-Teilnahme |                                                                  |
| sonstige | P/fett             | Pole-Position                                                    |
| sonstige | 1/2/3/4/5/6/7/8    | Punktplatzierung im Sprint-/Qualifikationsrennen                 |
| sonstige | SR/kursiv          | Schnellste Rennrunde                                             |
| sonstige | *                  | nicht im Ziel, aufgrund der zurückgelegten Distanz aber gewertet |
| sonstige | ()                 | Streichresultate                                                 |
| sonstige | unterstrichen      | Führender in der Gesamtwertung                                   |

### Einzelergebnisse in der Formula Regional European Championship
| Jahr | 1   | 1   | 2   | 2   | 3   | 3   | 4   | 4   | 5   | 5   | 6   | 6   | 7   | 7   | 8   | 8   | 9   | 9   | 10  | 10  | Punkte | Rang |
| ---- | --- | --- | --- | --- | --- | --- | --- | --- | --- | --- | --- | --- | --- | --- | --- | --- | --- | --- | --- | --- | ------ | ---- |
| 2022 | MNZ | MNZ | IMO | IMO | MCO | MCO | LEC | LEC | ZAN | ZAN | HUN | HUN | SPA | SPA | RBR | RBR | CAT | CAT | MUG | MUG | 36     | 15.  |
| 2022 | 11  | 12  | 9   | 7   | 16  | DNF | 10  | 10  | DNF | 33* | DNF | 4   | 8   | 7   | 33* | 9   | 22  | 13  | 11  | 14  | 36     | 15.  |
| 2023 | IMO | IMO | CAT | CAT | HUN | HUN | SPA | SPA | MUG | MUG | LEC | LEC | RBR | RBR | MNZ | MNZ | ZAN | ZAN | HOC | HOC | 239    | 3.   |
| 2023 | 6   | DNF | 1   | 1   | 8   | 16  | 2   | 2   | 3   | 7   | 4   | 3   | 3   | 12  | DNF | 3   | 6   | 4   | 1   | 2   | 239    | 3.   |

| Legende  | Legende            | Legende                                                          |
| Farbe    | Abkürzung          | Bedeutung                                                        |
| -------- | ------------------ | ---------------------------------------------------------------- |
| Gold     | –                  | Sieg                                                             |
| Silber   | –                  | 2. Platz                                                         |
| Bronze   | –                  | 3. Platz                                                         |
| Grün     | –                  | Platzierung in den Punkten                                       |
| Blau     | –                  | Klassifiziert außerhalb der Punkteränge                          |
| Violett  | DNF                | Rennen nicht beendet (did not finish)                            |
| Violett  | NC                 | nicht klassifiziert (not classified)                             |
| Rot      | DNQ                | nicht qualifiziert (did not qualify)                             |
| Rot      | DNPQ               | in Vorqualifikation gescheitert (did not pre-qualify)            |
| Schwarz  | DSQ                | disqualifiziert (disqualified)                                   |
| Weiß     | DNS                | nicht am Start (did not start)                                   |
| Weiß     | WD                 | zurückgezogen (withdrawn)                                        |
| Hellblau | PO                 | nur am Training teilgenommen (practiced only)                    |
| Hellblau | TD                 | Freitags-Testfahrer (test driver)                                |
| ohne     | DNP                | nicht am Training teilgenommen (did not practice)                |
| ohne     | INJ                | verletzt oder krank (injured)                                    |
| ohne     | EX                 | ausgeschlossen (excluded)                                        |
| ohne     | DNA                | nicht erschienen (did not arrive)                                |
| ohne     | C                  | Rennen abgesagt (cancelled)                                      |
| ohne     | keine WM-Teilnahme |                                                                  |
| sonstige | P/fett             | Pole-Position                                                    |
| sonstige | 1/2/3/4/5/6/7/8    | Punktplatzierung im Sprint-/Qualifikationsrennen                 |
| sonstige | SR/kursiv          | Schnellste Rennrunde                                             |
| sonstige | *                  | nicht im Ziel, aufgrund der zurückgelegten Distanz aber gewertet |
| sonstige | ()                 | Streichresultate                                                 |
| sonstige | unterstrichen      | Führender in der Gesamtwertung                                   |

### Einzelergebnisse in der FIA-Formel-3-Meisterschaft
| Jahr | 1   | 1   | 2   | 2   | 3   | 3   | 4   | 4   | 5   | 5   | 6   | 6   | 7   | 7   | 8   | 8   | 9   | 9   | 10  | 10  | Punkte | Rang |
| ---- | --- | --- | --- | --- | --- | --- | --- | --- | --- | --- | --- | --- | --- | --- | --- | --- | --- | --- | --- | --- | ------ | ---- |
| 2024 | BHR | BHR | AUS | AUS | IT1 | IT1 | MCO | MCO | ESP | ESP | AUT | AUT | GBR | GBR | HUN | HUN | BEL | BEL | IT2 | IT2 | 81     | 9.   |
| 2024 | 5   | 3   | 12  | 15  | 2   | 11  | 2   | 8   | 10  | 11  | 8   | 15  | 25  | 14  | 4   | 20  | 4   | 9   | 1   | 6   | 81     | 9.   |
| 2025 | AUS | AUS | BHR | BHR | IT1 | IT1 | MCO | MCO | ESP | ESP | AUT | AUT | GBR | GBR | BEL | BEL | HUN | HUN | IT2 | IT2 | 79     | 3.*  |
| 2025 | DNF | 5   | 6   | 3   | 1   | 6   | 5   | 5   | DNF | 7   |     |     |     |     |     |     |     |     |     |     | 79     | 3.*  |

* Saison läuft noch.
| Legende  | Legende            | Legende                                                          |
| Farbe    | Abkürzung          | Bedeutung                                                        |
| -------- | ------------------ | ---------------------------------------------------------------- |
| Gold     | –                  | Sieg                                                             |
| Silber   | –                  | 2. Platz                                                         |
| Bronze   | –                  | 3. Platz                                                         |
| Grün     | –                  | Platzierung in den Punkten                                       |
| Blau     | –                  | Klassifiziert außerhalb der Punkteränge                          |
| Violett  | DNF                | Rennen nicht beendet (did not finish)                            |
| Violett  | NC                 | nicht klassifiziert (not classified)                             |
| Rot      | DNQ                | nicht qualifiziert (did not qualify)                             |
| Rot      | DNPQ               | in Vorqualifikation gescheitert (did not pre-qualify)            |
| Schwarz  | DSQ                | disqualifiziert (disqualified)                                   |
| Weiß     | DNS                | nicht am Start (did not start)                                   |
| Weiß     | WD                 | zurückgezogen (withdrawn)                                        |
| Hellblau | PO                 | nur am Training teilgenommen (practiced only)                    |
| Hellblau | TD                 | Freitags-Testfahrer (test driver)                                |
| ohne     | DNP                | nicht am Training teilgenommen (did not practice)                |
| ohne     | INJ                | verletzt oder krank (injured)                                    |
| ohne     | EX                 | ausgeschlossen (excluded)                                        |
| ohne     | DNA                | nicht erschienen (did not arrive)                                |
| ohne     | C                  | Rennen abgesagt (cancelled)                                      |
| ohne     | keine WM-Teilnahme |                                                                  |
| sonstige | P/fett             | Pole-Position                                                    |
| sonstige | 1/2/3/4/5/6/7/8    | Punktplatzierung im Sprint-/Qualifikationsrennen                 |
| sonstige | SR/kursiv          | Schnellste Rennrunde                                             |
| sonstige | *                  | nicht im Ziel, aufgrund der zurückgelegten Distanz aber gewertet |
| sonstige | ()                 | Streichresultate                                                 |
| sonstige | unterstrichen      | Führender in der Gesamtwertung                                   |